# Rhegmatorhina
Rhegmatorhina es un género de aves paseriformes de la familia Thamnophilidae que agrupa a cinco especies nativas de América del Sur, donde se distribuyen por la cuenca del Amazonas desde el sureste de Colombia hasta el este de Perú y  noroeste de Bolivia y hacia el oriente hasta el este de la Amazonia brasileña. A sus miembros se les conoce por el nombre común de hormigueros.

## Etimología
El nombre genérico femenino «Rhegmatorhina» se compone de las palabras griegas «rhēgma, rhēgmatos» que significa ‘fisura’, y «rhinos» que significa ‘fosa nasal’.

## Características
Los hormigueros de este género son un quinteto de aves seguidoras especializadas de hormigas legionarias, entre las más hermosas de toda su familia. Miden entre 14,5 y 17 cm de longitud y exhiben un inconfundible y ancho anillo periocular de piel desnuda. Son bastante rollizos y de colas cortas, y las plumas de la corona son bastante largas, algunas veces levantadas formando una cresta puntiaguda o desordenada. Habitan en el sotobosque de selvas húmedas amazónicas de terra firme, donde sus distribuciones son enteramente alopátricas o parapátricas.

## Taxonomía
Los estudios genéticos indican que los géneros Willisornis, Pithys, Phaenostictus, Phlegopsis, Gymnopithys y Rhegmatorhina forman un grupo monofilético de seguidores especializados de hormigas. Este grupo fue denominado «clado Pithys», dentro de una tribu Pithyini. Dentro de este grupo, el presente género y Gymnopithys son considerados géneros hermanos.

## Lista de especies
Según las clasificaciones del Congreso Ornitológico Internacional (IOC) y Clements Checklist v.2017, el género agrupa a las siguientes especies con el respectivo nombre popular de acuerdo con la Sociedad Española de Ornitología (SEO):
| Imagen | Nombre científico          | Autor                         | Nombre común             | Estado de conservación | Distribución |
| ------ | -------------------------- | ----------------------------- | ------------------------ | ---------------------- | ------------ |
|        | Rhegmatorhina gymnops      | Ridgway, 1888                 | hormiguero ojicalvo      | VU                     |              |
|        | Rhegmatorhina berlepschi   | (Snethlage, 1907)             | hormiguero arlequín      | LC                     |              |
|        | Rhegmatorhina hoffmannsi   | (Hellmayr, 1907)              | hormiguero pechiblanco   | LC                     |              |
|        | Rhegmatorhina cristata     | (Pelzeln, 1868)               | hormiguero cresticastaño | LC                     |              |
|        | Rhegmatorhina melanosticta | (P.L. Sclater & Salvin, 1880) | hormiguero canoso        | LC                     |              |